# رجب باي
رجب باي هو باي المدية وحاكم بايلك التيطري ضمن أيالة الجزائر في العهد العثماني. امتد حكمه بين سنتي 1548 و1568 وتم تعيينه من قبل حسن باشا داي الجزائر، خلفه فيما بعد يحي باي.